# Обліпихова олія

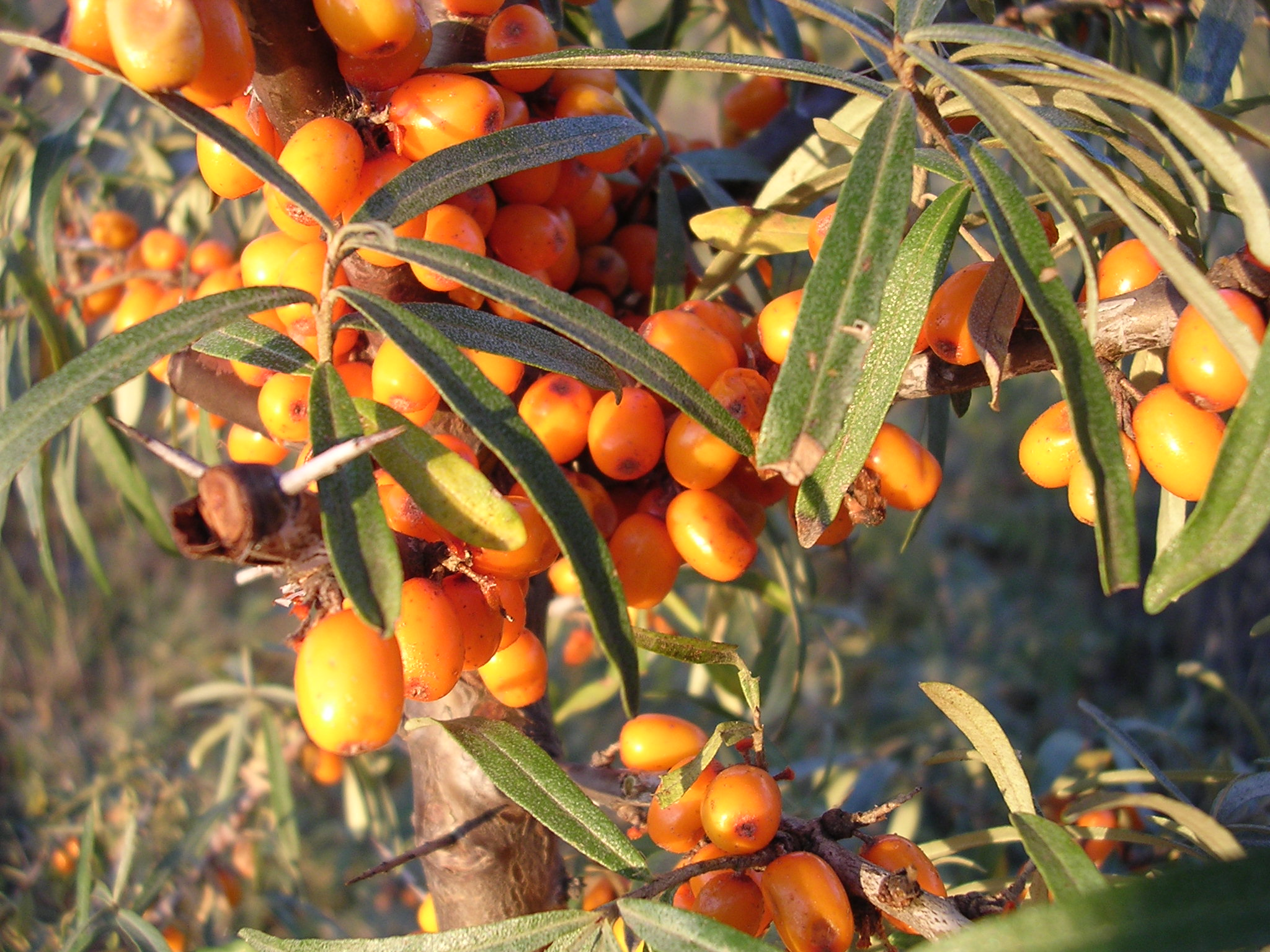
Плоди обліпихи

Обліпихова олія (лат. Oleum Hippophaes) — ліпідний матеріал, масляниста червонувато-оранжевого кольору густа рідина з характерними запахом і смаком, яку одержують з м'якоті плодів рослин роду обліпиха.

## Застосування
В олії міститься до 15 мікроелементів: магній, марганець, залізо, алюміній, кремній, бор, титан, ін. Біологічно активні речовини представлені:
- токоферолами, — містить значну кількість стеринів:
  - β-ситостерин, що є антагоністом холестерину, перешкоджає його засвоєнню в організмі;
  - α-ситостерин — захищає від новоутворень.
  - ненасиченими жирними кислотами: лінолевою, ліноленовою, олеїновою,
- каротиноїдами, філохіноном, вітамінами, фітонцидами та ін.

| Амінокислота | Амарант | Обліпиха |
| ------------ | ------- | -------- |
| Гістидин     | 3,8     | 2,2      |
| Сечовина     | 2,9     | 1,5      |
| Аргінін      | 10,6    | 5,7      |
| Аспаргінова  | 8       | 5,6      |
| Глютамінова  | 17,2    | 10,8     |
| Треонін      | 3,7     | 3,6      |
| Мерин        | 5,7     | 4,8      |
| Пролін       | 4,1     | 5,3      |
| Гліцин       | 7,3     | 5,5      |
| Аланін       | 4,2     | 7        |
| Валін        | 4,4     | 6,1      |
| Цистин       | 1,6     | 0,7      |
| Ізолейцин    | 3,9     | 5,3      |
| Лецин        | 5,9     | 4,2      |
| Тірозин      | 4,1     | 4,1      |

За вмістом біологічно активних речовин олія являє собою природний концентрат вітамінів Е, С, К, Р, каротиноїдів (250 мг%).
Експериментально доведено, що обліпихова олія гальмує розвиток атеросклеротичного процесу. Такі властивості пояснюють наявністю в складі олії лінолевої та ліноленової кислот, вітаміну Е, каротиноїдів.
Олія обліпихи застосовується переважно в нативному виді, володіє протизапальними, епітелізувальними, бактерицидними, знеболювальними властивостями і сприяє нормалізації функції залоз внутрішньої секреції: щитоподібної залози, надниркових, статевих залоз, корисна для людей із порушеним обміном речовин, для запобігання розвитку серцевосудинних захворювань. Її застосовують для лікування опіків, загоєння ран, у гінекології та косметології.